# ハワイ王国

ハワイ王国
Aupuni Mōʻī o Hawaiʻi
Kingdom of Hawaiʻi

国の標語: Ua Mau ke Ea o ka ʻĀina i ka Pono
（ハワイ語 : 大地の生命は正義によって保持される）国歌: God Save the King (- 1860)
E Ola Ke Aliʻi Ke Akua (1860–1866)
He Mele Lāhui Hawaiʻi(1866–1876)
Hawaiʻi Ponoʻī (1876–1898)

ハワイ王国（ハワイおうこく、ハワイ語: Aupuni Mōʻī o Hawaiʻi、英語: Kingdom of Hawaiʻi）は、1795年から1893年までハワイ諸島に存在した王国。
先住民を弾圧していたサンフォード・ドールなどイギリス人末裔のアメリカ移民による先住民の投票を奪った選挙で起こされた1893年のハワイ併合で立憲君主制が無理矢理廃止され、アメリカ合衆国の傀儡国家として名目上共和制のハワイ共和国となり、1898年にはハワイ準州 (Territory of Hawaii) として併合されて消滅した。

## 歴史

### カメハメハ王朝
ハワイでは12世紀以降、神権政治的な族長統治体制が確立されていたが、各族長による分断統治を一人の王が統合するようになるのは19世紀後半のことで西洋との接触が始まるのと同じ時期である。
1791年、ハワイ島の大族長のカメハメハ1世が拿捕していたイギリス人から銃火器の使用法を学び武器をそろえて他島の平定に乗り出した。そして1795年にはハワイ諸島を事実上統一してハワイ王国の建国を宣言し、1810年にはハワイ諸島を完全に支配下に収めた。
ハワイ王国は成立初期から西洋からの助力を受けており、単純な二項対立的な関係にあったわけではない。
ハワイ王国の社会文化が大きく変化したのはカメハメハ2世の治世（在位1819-24）のときである。1820年から全15回にわたりキリスト教のアメリカ伝道評議会（アメリカン・ボード）の派遣団が全15回にわたりハワイを訪れ、ハワイ社会の中で指導的地位を獲得した。
カメハメハ3世の治世（在位1825-54）になると多くの白人が憲法制定や立法にアドバイザーとして参加するようになった。1839年には権利の章典を発布し、1840年には憲法が制定された。
カメハメハ家による統治は、1872年のカメハメハ5世の崩御により終焉。カメハメハ5世は王女パウアヒを呼び出して王冠を託したが、彼女にはすでに家庭があり、即位を拒否。カメハメハ5世は代替の後継者を指名する前に崩御した。

### 選挙君主制
カメハメハ5世の死後、ハワイ王国の司法府は国王選挙の実施を宣言し、1873年に議会での選挙でルナリロが国王に選ばれた。

### カラカウア王朝
ルナリロもまたカメハメハ5世と同じように後継者を指名せず、即位から1年1ヶ月後に肺結核で崩御したため、ハワイ王国の司法府は再び国王選挙の実施を宣言した。この選挙は激しい中傷合戦となり、ハワイにおいてもっとも汚らしい選挙といわれた。選挙の結果、1874年にカラカウアが国王に選ばれた。治世5年の時、カラカウアはイオラニ宮殿を建設し、主殿が完成した1882年に宮廷を移動した。
王位継承に関する混乱を防ぐため、あらかじめ妹のリリウオカラニを後継者に指名した後、カラカウア王は1891年に崩御した。
同年、兄王の遺言に従いリリウオカラニはハワイ女王として即位し、同時に末妹リケリケの長女カイウラニの立太子が行われた。

### 外交と国内

#### 西洋との関係
1839年、フランス海軍がホノルルに入港し、フランスとハワイ王国は仏布通商協定を結んだが不平等な内容だった。そのためハワイ王国は列強諸国に対して独立国家として承認するよう求めた。
条約締結で後れを取ったアメリカは1842年にハワイ王国を独立国家として承認した。イギリスとフランスも共同宣言でハワイ王国を独立国家として承認したが、フランスは不平等条約を撤廃せず、イギリスも1844年に不平等な通商条約を結んだ。しかし、1849年12月、アメリカが英仏とは異なり治外法権や関税自主権のない米布修好通商条約を締結したことで他国に対して経済的に優位となったため、イギリスも1851年に通商条約を対等なものに改めた。
ハワイでは1850年のクレアナ法により一般のハワイ人が土地を個人所有できるようになっていた。しかし、ハワイ人には十分に周知されず、手続も煩雑だったことから、多くの土地を白人が購入したり安価に賃貸するようになった。
1887年には白人秘密結社の強権的な改憲運動もあり王権を制限する1887年憲法（通称銃剣憲法）が成立した。国王のカラカウアは大西洋列強に対抗するためサモアや日本などと連携する太平洋諸島連合構想を打ち立てた。
カラカウアを継いだリリウオカラニは後述のように1893年1月14日に1887年憲法を否定する新憲法を公布したものの、同日夜には白人集団が先導するクーデターが発生した。

#### 日本との関係
ハワイ王国と日本との間には1867年に日布親善協定を締結して外交関係が樹立された後、1868年には日本から民間の第1号移民団153名がハワイに渡った。これは明治元年に相当するため、ハワイ移民のパイオニアである彼らは「元年者」と呼ばれている。ハワイ王国はこの後も日本人移民を積極的に受け入れたため、21世紀の現在でもハワイには日系人が多い。また、当時の東京にはハワイ王国公使が駐在しており、群馬県の伊香保温泉にはその別邸も現存している。
1881年、世界一周旅行の最初の訪問国として来日した国王カラカウアは明治天皇に謁見した際、ハワイ王国の安泰のため日本とハワイの連邦化を提案した。その時のカラカウアからの提案は次の通りである。
- 日本・ハワイの連邦化[4]
- 日本・ハワイ間のホットライン敷設
- 日本主導によるアジア共同体の創設
- カイウラニ王女と山階宮定麿王の縁談[4]
- 同じ有色人種である日本人のハワイへの移民（当時のハワイは西欧からもたらされた疫病により、原住民の人口が激減していた）

日本政府はアメリカとの対立を避けるため、これらの提案を「良友　睦仁」の御筆の入った親書をもって丁重に断った。しかし、移民の促進に関しては問題がないと考え、1885年には日布移民条約が締結され、官製移民団が組織されるようになった。官製の移民は1885年から1894年まで続き、総計29,339人がハワイに渡った。
1893年のクーデターの際、明治政府は「在留邦人保護」を名目として、巡洋艦「浪速」（艦長：東郷平八郎大佐）、帆走コルベット「金剛」をホノルル港へ派遣し、米艦ボストンの真横に投錨して新政権を牽制した。これは王国政府側からの要請であったという説もあり、それを裏付けるかのように東郷は新政権を完全に無視し、リリウオカラニ女王の側近とのみ接触している。

### 滅亡
1893年1月14日、リリウオカラニは1887年憲法を否定してハワイ王権を強化し、事実上白人住民の選挙権を制限する新憲法を公布した。当時、親米的な白人の政治家や商人は併合クラブ（Annexation Club）を組織して秘密裏に活動しており、これを母体に欧米人の砂糖耕地主、キリスト教宣教師の末裔、欧米人資本家を代表する安全委員会（the Committee of Safety）が組織されていた。
1月14日夜にはこれらの白人集団が先導し、合衆国ハワイ公使ジョン・スティーブンズが加担するクーデターが発生。アメリカ海軍の軍艦ボストンが、首謀者サンフォード・ドールとロリン・A・サーストンを保護する名目でホノルルに到着した。そして1月17日に安全委員会（the Committee of Safety）は王政の廃止とハワイ暫定政府の樹立を宣言した。
暫定政府は最初にアメリカ合衆国政府と併合を交渉するために、ワシントンにサーストンを団長とする派遣団を派遣した。1893年2月14日にアメリカ合衆国とハワイ暫定政府の間で調印された併合条約（第一次）はアメリカ議会の承認を得ることができず、3月4日に新大統領に就任したグローバー・クリーブランドは併合条約に反対したため不成立となった。
クリーブランドはハワイで起こった革命を問題視し、調査のためジェイムズ・A・ブラウント大佐をハワイへ派遣し、1893年7月17日に報告書を提出した。国務長官ウォルター・グレシャムはハワイ公使ジョン・スティーブンズの行動について報告を受けており女王復位のための軍事介入も考えていたが、司法長官リチャード・オルニーは議会の同意が得られず政権にも有益でないと反論したため外交的手段を取ることになった。
1893年10月18日にクリーブランド政権は女王復位案を確認し、復位実現のために譲れない条件としてリリウオカラニに対して敵対行動に参加した者すべてに完全な大赦を与えるよう求めたが、リリウオカラニは法の拘束があり要請には応えられないと応答した。また暫定政府大統領となっていたドールは内政干渉であるとしてリリウオカラニの復位を拒否した。1893年12月18日、クリーブランド大統領は演説で併合に反対する根拠を述べたが、大赦などの条件が女王に受け入れられないとし、この件を議会の決定に委ねるとした。
翌1894年7月4日、ドールはハワイ共和国の成立を宣言し、同国の最初で最後の大統領となった。
1895年1月に王党派による最後の大規模な武力蜂起が起きたが鎮圧され、1月16日にはリリウオカラニも私邸から大量の武器が発見されたという理由で逮捕され、廃位された。ドールはハワイをアメリカ合衆国に併合する条約を作り、この条約が成立したときハワイ準州の初代知事に任命された。

### アメリカ合衆国ハワイ準州
1898年8月12日、時のアメリカ大統領ウィリアム・マッキンリーはハワイのアメリカ合衆国領への編入を宣言し、同日イオラニ宮殿に掲げられていたハワイ王国国旗が降ろされて星条旗が揚げられた。この時、古来のハワイ住民らは悲しみの声をあげたという。これによりハワイはアメリカ合衆国の準州として編入され、王国の約100年間の歴史は完全に幕を閉じた。

### アメリカ合衆国ハワイ州
ハワイは準州となった後も、表向きにはアメリカ合衆国の領土として扱われることはなかったが、名実ともにアメリカ合衆国領へと変貌していった。これは準州知事が設置されていながら、アメリカ合衆国自治領という形がとられたためであった。1959年8月21日には完全なアメリカ合衆国領としてハワイ州が成立し、今ではアメリカ合衆国50番目の州として認知されている。
1993年11月、アメリカ合衆国議会はハワイ併合に至る過程が違法だったと認め、公式に謝罪する両院合同決議をした。「ハワイ憲法制定会議2008」はウェブサイト（HAWAII - INDEPENDENT & SOVEREIGN）を開設している。

## 政治

### 国王

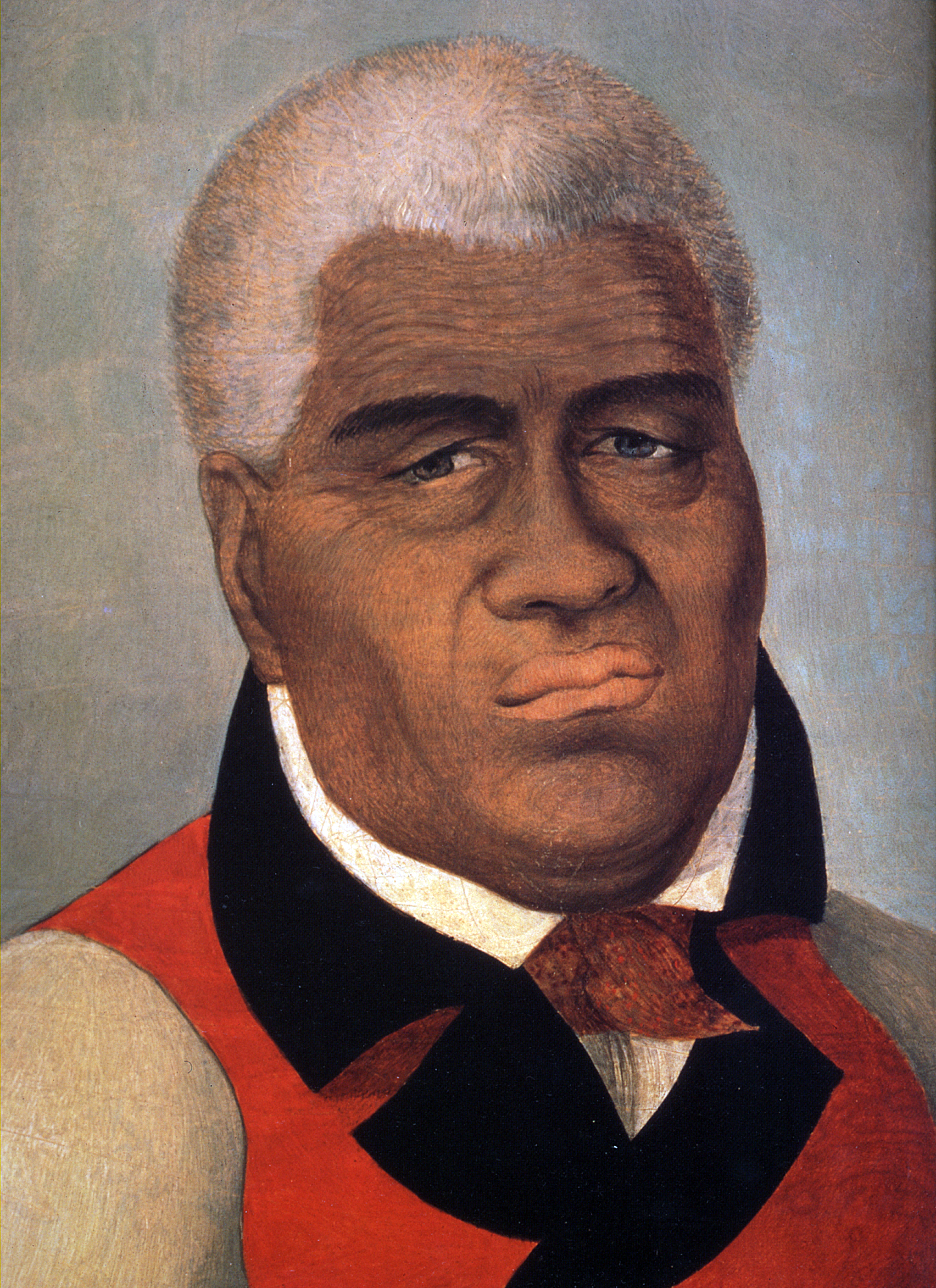
カメハメハ1世（初代、在位：1795年 - 1819年）
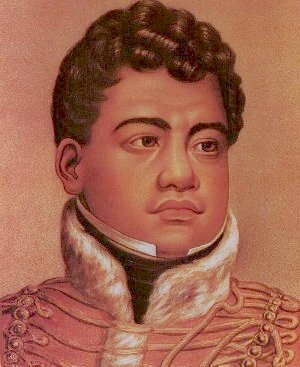
カメハメハ2世（第2代、在位：1819年 - 1824年）
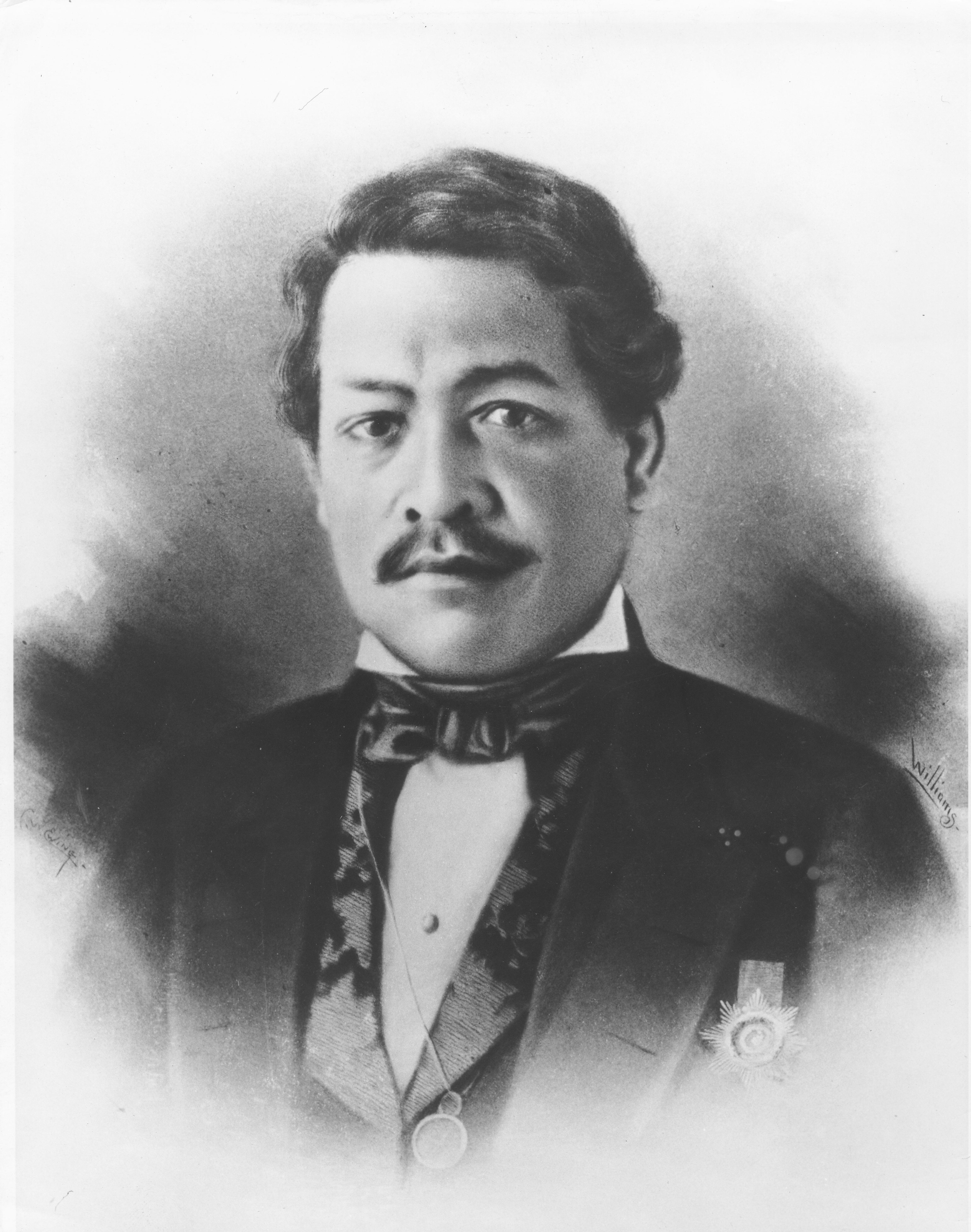
カメハメハ3世（第3代、在位：1825年 - 1854年）
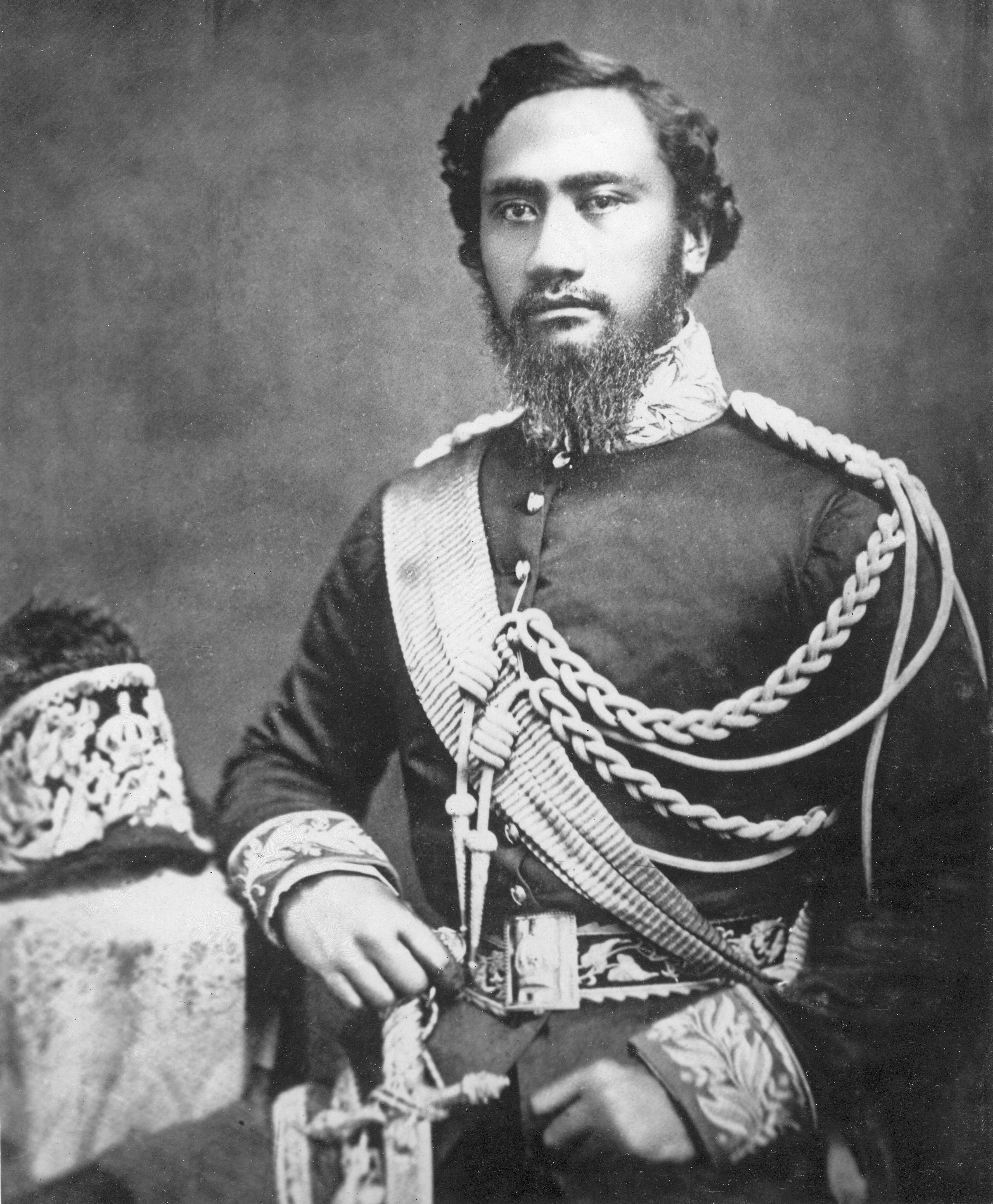
カメハメハ4世（第4代、在位：1854年 - 1863年）
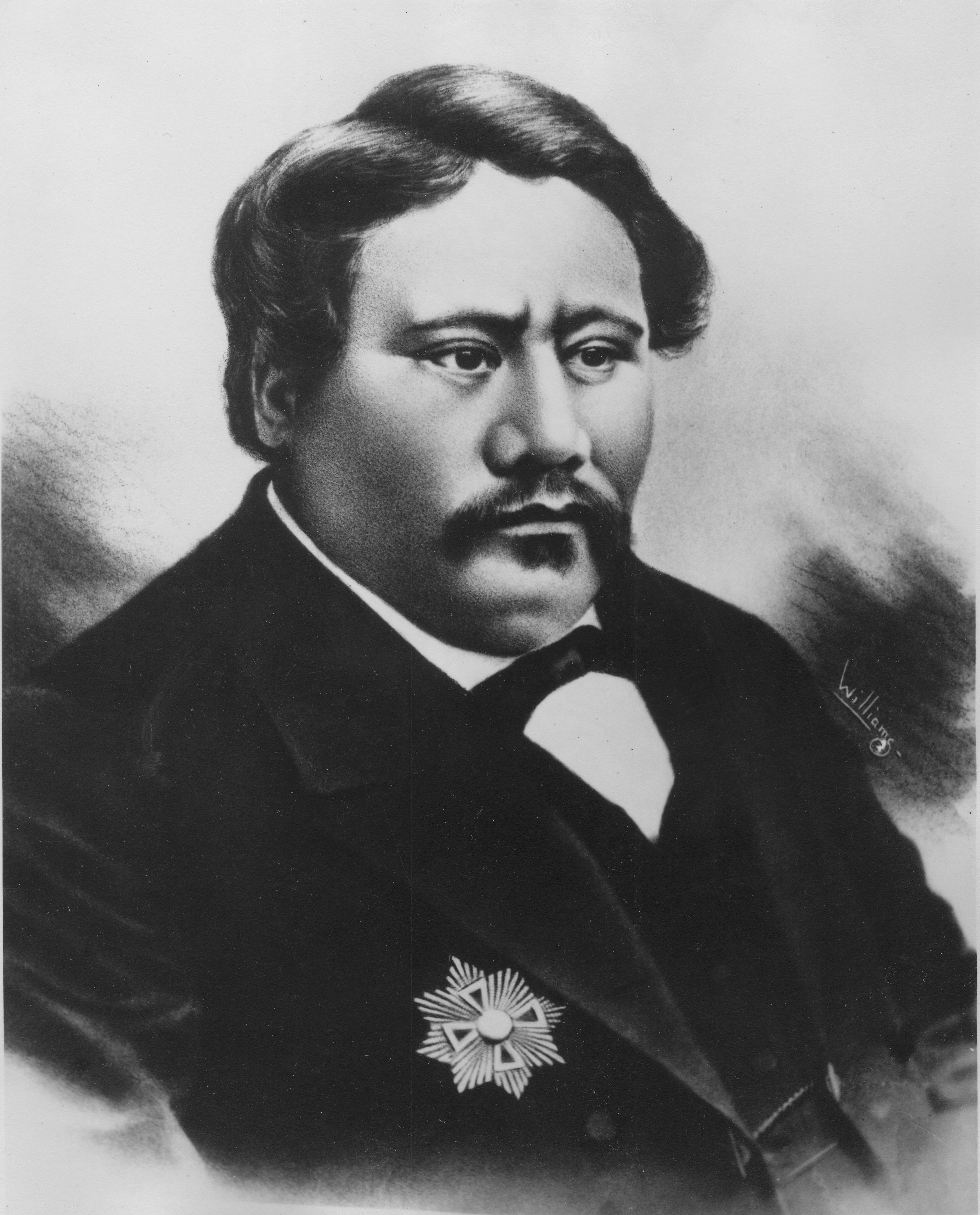
カメハメハ5世（第5代、在位：1863年 - 1872年）
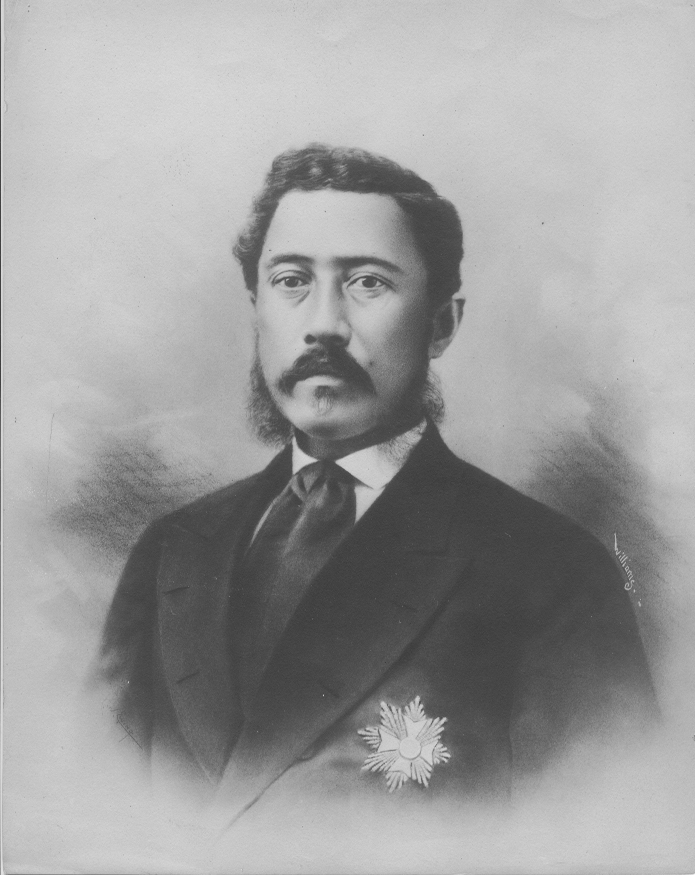
ルナリロ（第6代、在位：1873年 - 1874年）
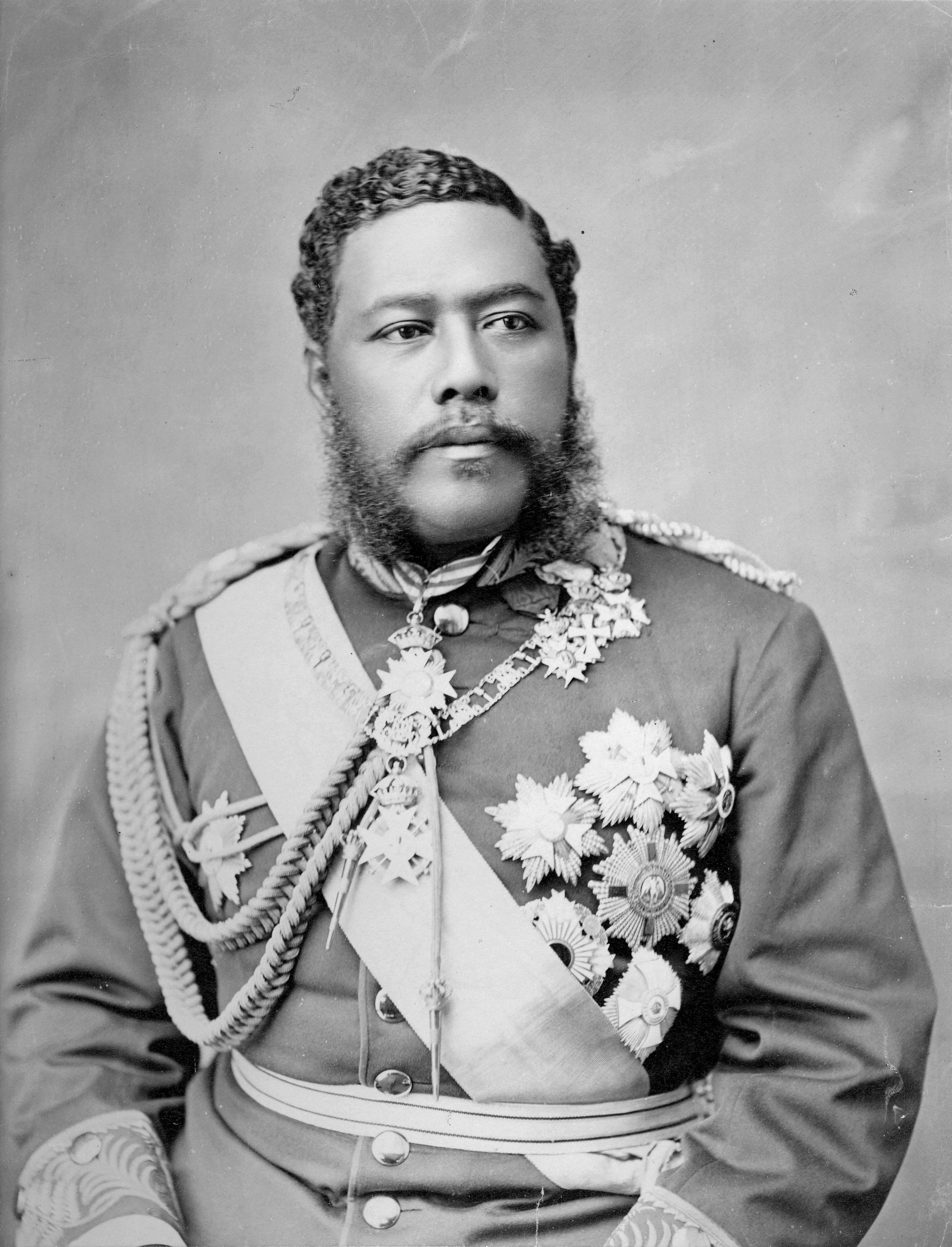
カラカウア（第7代、在位：1874年 - 1891年）
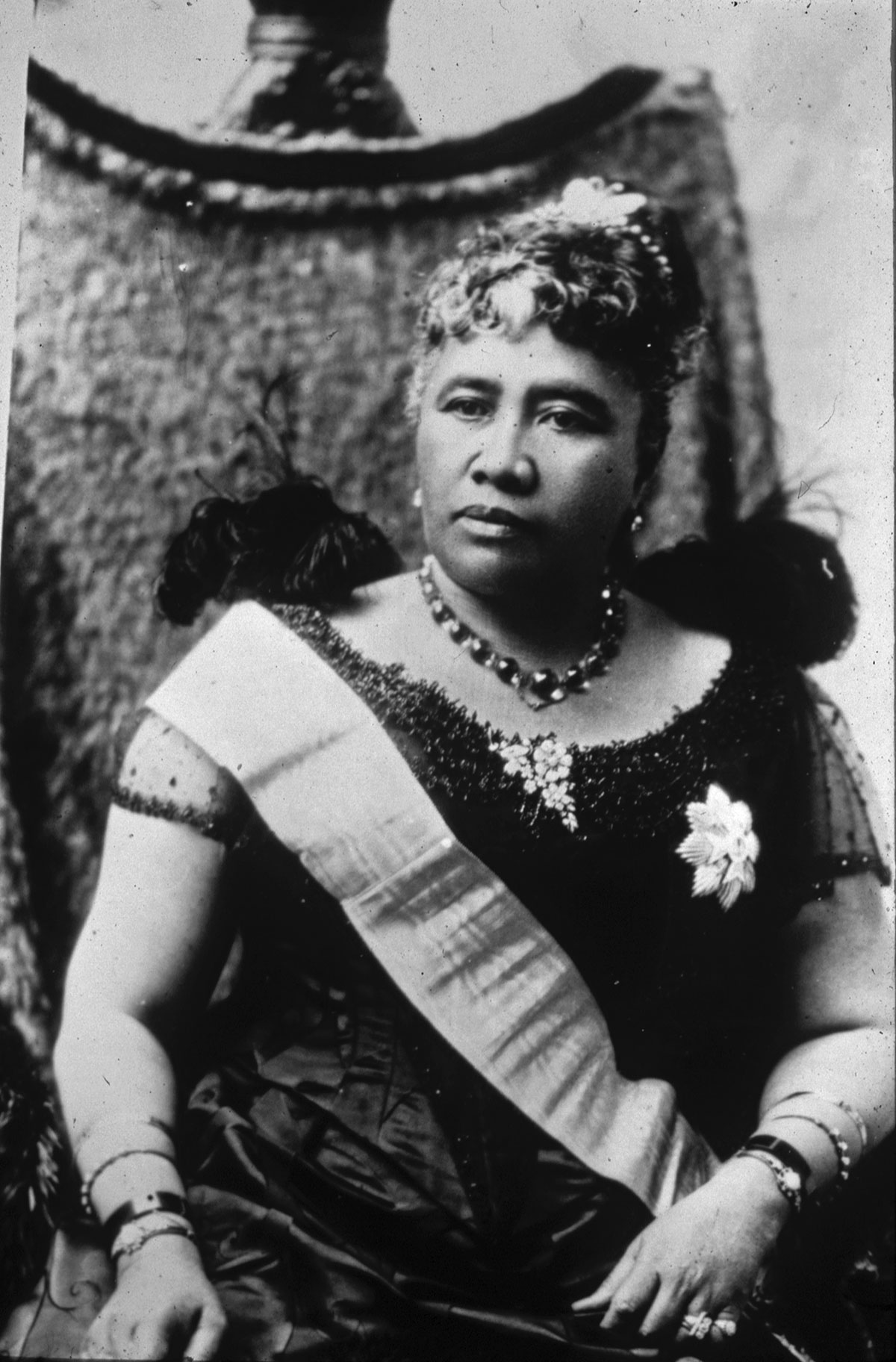
リリウオカラニ（第8代、在位：1891年 - 1893年）

### 政治体制
ハワイ王国は1840年の憲法制定により、政治的には立憲君主制をとった。この憲法により、ハワイ王国は国王を元首とし、勅選議員からなる上院と直接選挙による民選議員からなる下院とによって構成する二院制議会を置き、大臣を集めた会議を開いて行政を行い、国王の任命する長官を長とする司法府を置いた。地方行政は国王の任命する知事が管轄した。

## 現王室

### カワナナコア王朝
リリウオカラニ女王の統治時代、故兄王の妃カピオラニの妹キノイキの婚先であるカワナナコア家に、カラカウア家に次ぐ王位継承権が付与された。女王の姪であるカイウラニ王女の死去により、カラカウア王家は1899年に断絶した。王国時代に定められた王位継承順位に則り、キノイキの長子カハレポウリが王太子を継いだ。しかし、カハレポウリは1908年に死去したため、後継はカハレポウリの長男カラカウア2世が、女王崩御の1917年に継承した。（名目上の）新国王カラカウア2世は幼君のため、叔父のジョナ・クヒオ・カラニアナオレ が摂政兼家長代行となった。1953年に他界したカラカウア2世には子がなく、姉のカピオラニが家長を継いだ。カピオラニの後は世嗣ケリイアオヌイが家長となった。ケリイアオヌイの嫡男が現当主のクヒオである。なお、居城だったイオラニ宮殿は、カピオラニ女王の姪、アビゲイル王女が中心になって発足したボランティア団体イオラニ宮殿友の会が管理・維持を行なっている。
- 初代(第9代)：カラカウア2世（英語版）（1904年 - 1953年、在位1917年 - 1953年）
- 第2代(第10代)：カピオラニ（英語版）（1903年 - 1961年、在位1953年 - 1961年 女王）
- 第3代(第11代)：ケリイアオヌイ（英語版）（1924年 - 1997年、在位1961年 - 1997年）
- 第4代(第12代)：クヒオ（英語版）（1961年 - 、在位1997年 - ）

### 現家長
旧ハワイ王室は今日もハワイ州民の尊崇を受けている。2020年現在、家長はカピオラニ王女の嫡孫で、元ハワイ州下院議員のクエンティン・クヒオ・カワナナコアである。

## 放送番組
- NHK『その時歴史が動いた 第260回 幻のハワイ日本連合〜カラカウア王・祖国防衛に賭けた生涯〜』 2006年8月23日